# 西羽賀橋
西羽賀橋（にしはがばし）は、福島県喜多方市高郷町にある道路橋である。

## 概要
喜多方市高郷町西羽賀の南東部で一級河川只見川を渡り、福島県道340号上郷舟渡線を通す。西詰は高郷町西羽賀字上川原、東詰は高郷町大田賀字広面に位置する。現在の橋は1988年に竣工したもの。架替え地点の地理的制約により不等径間となることから福島県で初めて鋼斜張橋が採用され、1989年12月に開通した。鋼製主塔の高さはコンクリート橋脚上端部より43.7 mである。施工は川田・宮地・横河JVによる。

### 諸元
- 全長…194.8 m
  - 主径間…116.0 m
- 全幅…10.75 m（車道部7.25 m、歩道部2.2 m）
- 形式…2径間鋼斜張橋
- 竣工…1988年[1]
- 供用…1989年12月25日[2]

## 沿革

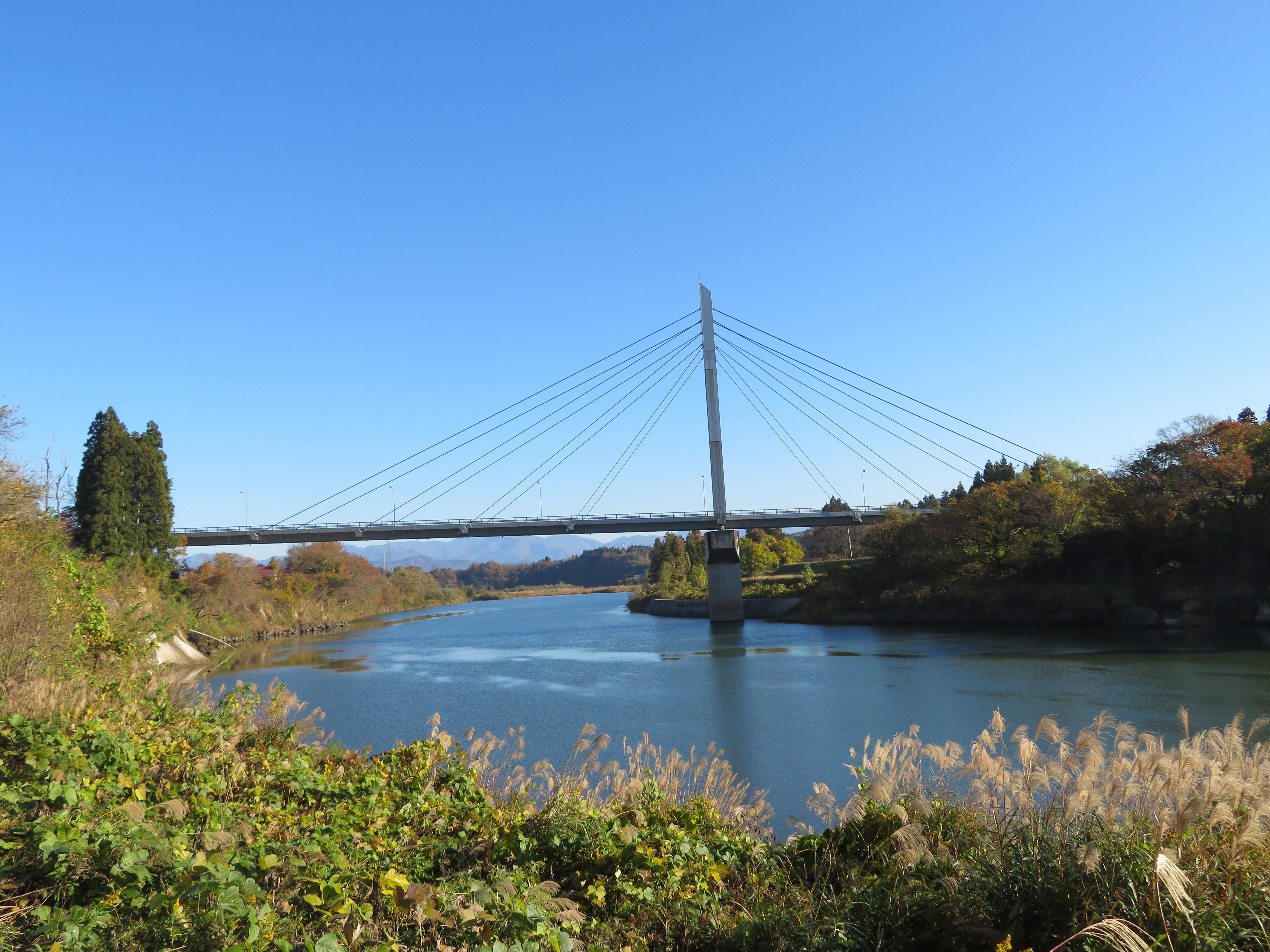
西羽賀橋（上流側から撮影）

当地における架橋は1876年に舟橋として始まり、それまでは渡船が用いられていた。1902年には全長109 m、幅員2.7 mの舟橋に架け替えられ、1929年に単径間の木造吊り橋に架け替えられた。1962年には全長128.7 m、幅員4.5 mの単径間鋼補剛トラス吊橋へと架け替えられ永久橋化された。上部工施工は高田機工による。その後現在の斜張橋に架け替えられた。

## 周辺
- カイギュウランドたかさと

## 隣の橋
- 只見川

（上流） - 片門橋 - 西芳賀橋 - 川井橋 - （下流）